# دانيال جي. غريفين
دانيال جي. غريفين هو محامي وسياسي أمريكي، ولد في 26 مارس 1880 في بروكلين في الولايات المتحدة، وتوفي بنفس المكان في 11 ديسمبر 1926. نشط حزبياً في الحزب الديمقراطي. وقد انتخب Sheriff of Kings County, New York ‏ (1917 – 1917) وانتخب عضو مجلس النواب الأمريكي ‏.